# Уметьгурт
Уметьгу́рт (рос. Уметьгурт) — присілок у складі Селтинського району Удмуртії, Росія.

## Населення
Населення — 229 осіб (2010; 236 в 2002).
Національний склад станом на 2002 рік:
- удмурти — 70 %
- росіяни — 27 %

## Урбаноніми[3]
- вулиці — Г. І. Кулігіна, Зарічна, Лісова, Селтинська, Центральна